# West Lafayette (Indiana)
West Lafayette ist eine US-amerikanische Universitätsstadt in Tippecanoe County im Nordwesten des Staates Indiana. Nach der Volkszählung von 2020 beträgt die Bevölkerung 44.595 Einwohner.

## Geographie
West Lafayette liegt auf 40 Grad 26' 31" (40,441935) nördlicher Breite und 86 Grad 54' 45" (86,912409) westlicher Länge in der EST-Zeitzone (Eastern Standard Time / MEZ −6 Std.). Direkt östlich angrenzend liegt die Stadt Lafayette (Indiana), zwischen beiden, streckenweise die Grenze bildend, der Wabash River, ein Nebenfluss des Ohio.

## Einwohnerentwicklung
| Jahr | Einwohner¹ |
| ---- | ---------- |
| 1980 | 21.247     |
| 1990 | 25.907     |
| 2000 | 28.778     |
| 2010 | 29.596     |

¹ 1980 – 2010: Volkszählungsergebnisse

## Bevölkerung
Die Bevölkerungsstatistik weist für 2010 insgesamt 29.596 Einwohner nach, 11.945 Haushalte und 4.072 Familien.
76,8 % der Bevölkerung sind Weiße, 2,7 % Afroamerikaner, 0,1 % amerikanische Ureinwohner, 17,3 % Asiaten, 2,1 % von mehrfacher ethnischer Herkunft und 3,6 % Latinos und Hispanics jedweder Ethnie.
11,8 % der Bevölkerung sind unter 18 Jahren, 79,5 % sind 18 – 64 Jahre alt und 8,7 % sind 65 Jahre und älter. Das Medianalter der Bevölkerung beträgt 23 Jahre und ist maßgeblich durch die Studenten der Purdue University beeinflusst.

## Bildung
West Lafayette beherbergt die Purdue University.

## Söhne und Töchter der Stadt
- Anissa Jones (1958–1976), Filmschauspielerin
- Amanda Elmore (* 1991), Ruderin
- Ryley Bugay (* 1996), philippinische Fußballspielerin
- Adhithya Ganesan (* 2005), Tennisspieler